# Jahangirabad
Jahangirabad es una ciudad y municipio situado en el distrito de Bulandshahr en el estado de Uttar Pradesh (India). Su población es de 59858 habitantes (2011). Se encuentra a 100 km de Delhi.

## Demografía
Según el censo de 2011 la población de Jahangirabad era de 59858 habitantes, de los cuales 31234 eran hombres y 28624 eran mujeres. Jahangirabad tiene una tasa media de alfabetización del 68,43%, superior a la media estatal del 67,68%: la alfabetización masculina es del 78,74%, y la alfabetización femenina del 57,23%.